# 科瑟站 (1907年—1997年)
科瑟站（丹麦语：Korsør Station）第二代站房现已停用，其功能由科瑟站第三代站房所取代。位于今丹麦首都大区斯勞厄爾瑟市鎮。科瑟站始建于1856年。易址兴建的第二代站房于1904年开工，1907年启用。科瑟站第二代站房的总设计师是海因里克·文克。科瑟站第二代站房启用后，第一代站房随之停用。为配合通往菲英岛的公铁两用跨海隧桥大贝尔特桥，科瑟站再次易址兴建第三代站房。1997年，科瑟站第三代站房启用，科瑟站第二代站房随之停用。科瑟站第二代站房至今尚存，并被政府列入历史建筑名录。
科瑟站第二代站房使用期间，科瑟站曾设有连接菲英岛的铁路轮渡。通往菲英岛的公铁两用跨海隧桥大贝尔特桥通车后，位于科瑟站第二代站房的铁路轮渡随之停用。